# Esperimento di Wu

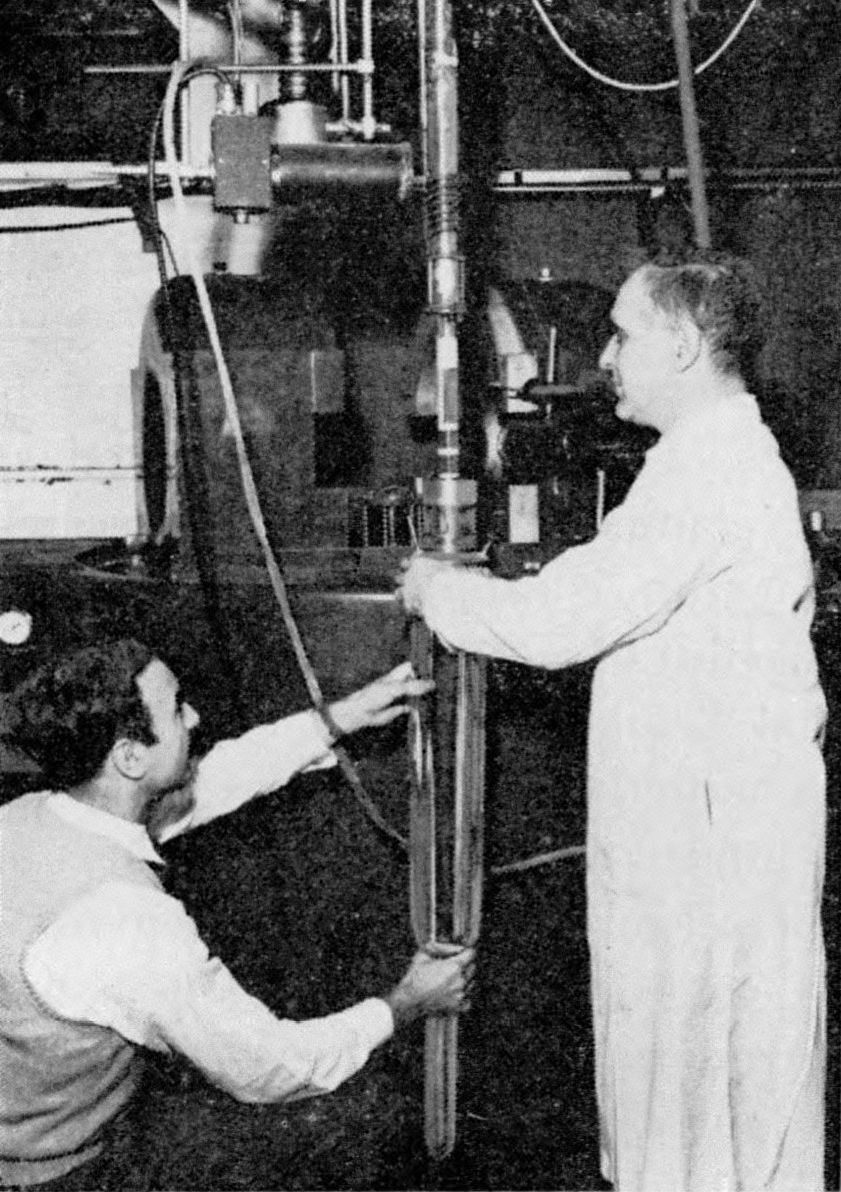
L'esperimento di Wu fu effettuato nel 1956 al laboratorio a basse temperature del Bureau of Standards a Washington DC. La camera del vuoto verticale, contenente il cobalto-60, i rivelatori e un solenoide, sta venendo collocato in un Dewar prima di essere inserita nel grande elettromagnete, in secondo piano, che raffredderà il radioisotopo a temperature prossime allo zero assoluto per mezzo della demagnetizzazione adiabatica.

L'esperimento di Wu è stato un esperimento di fisica nucleare condotto nel 1956 dalla fisica sino-statunitense Wu Jianxiong (o Chien-Shiung Wu secondo la traslitterazione Wade-Giles) in collaborazione con il Low Temperature Group del National Bureau of Standards (NBS, vecchio nome del National Institute of Standards and Technology) degli Stati Uniti. Lo scopo dell'esperimento era quello di stabilire se la conservazione della parità (conservazione-P), che fu precedentemente determinata per l'interazione elettromagnetica e quella forte, si applicasse anche all'interazione debole. Se la conservazione-P fosse vera, una versione speculare del mondo (dove la sinistra è la destra e viceversa) si comporterebbe come l'immagine specchiata del nostro mondo. Se fosse violata, allora sarebbe possibile distinguere tra la versione speculare del mondo e la sua immagine specchiata.
L'esperimento stabilì che la conservazione della parità è violata dall'interazione debole.  Questo risultato fu inatteso dalla comunità dei fisici che in precedenza considerava la parità come una quantità conservata. Tsung-Dao Lee e Chen Ning Yang, i fisici teorici che ebbero l'idea di non-conservazione della parità e proposero l'esperimento, ricevettero il Premio Nobel per la fisica nel 1957 per questo risultato. Nel discorso di accettazione del premio si fece menzione del ruolo di Wu Jianxiong, ma non fu premiata fino al 1978, quando ricevette il primo Premio Wolf per la fisica.

## Storia

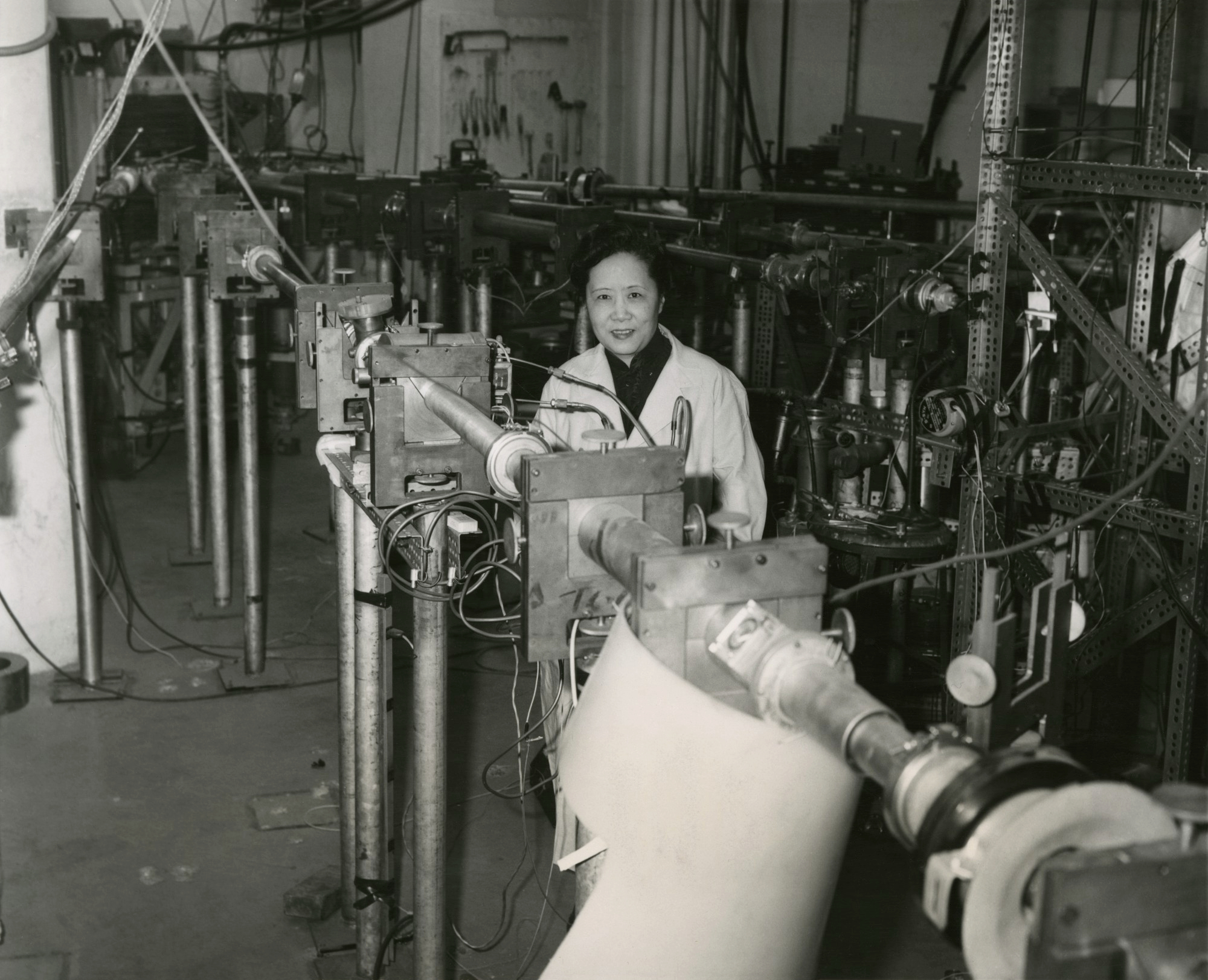
Wu Jianxiong, dalla quale l'esperimento prende il nome, progettò l'esperimento e guidò il team che effettuò le prove di conservazione della parità.

Nel 1927, Eugene Wigner formalizzò il principio della conservazione della parità (conservazione-P), il concetto secondo il quale il nostro mondo e la sua immagine specchiata si comportano allo stesso modo, con l'unica differenza che la sinistra e la destra sono invertite (per esempio, un orologio che gira in senso orario girerebbe in senso antiorario se si costruisse una sua versione specchiata).
Questo principio era largamente accettato dai fisici ed era stato verificato sperimentalmente per l'interazione forte e l'interazione elettromagnetica. Tuttavia, durante gli anni 1950, le teorie che assumevano vera la conservazione-P non potevano spiegare certi decadimenti riguardanti i kaoni. Sembravano esserci due tipi di kaoni, uno che decadeva in due pioni, e l'altro che decadeva in tre pioni. Questo fatto era conosciuto come il puzzle τ–θ.
I fisici teorici Tsung-Dao Lee e Chen Ning Yang scrissero una sintesi (literature review) sulla questione della conservazione della parità nelle interazioni fondamentali. Conclusero che nel caso dell'interazione debole i dati sperimentali non confermarono né confutarono la conservazione-P. Poco dopo, discussero con Wu Jianxiong, che era un'esperta di spettroscopia del decadimento beta, di varie idee per un esperimento. Decisero di controllare le proprietà direzionali del decadimento beta nel cobalto-60. Wu in seguito contattò Henry Boorse e Mark W. Zemansky, che erano esperti in fisica a basse temperature. Su richiesta di Boorse e Zemansky, Wu contattò Ernest Ambler, del National Bureau of Standards, che organizzò per effettuare l'esperimento a dicembre 1956 nei laboratori a basse temperature del NBS.
Lee e Yang, che suggerirono l'esperimento, ricevettero il premio Nobel per la fisica nel 1957, poco dopo lo svolgimento dell'esperimento. Il ruolo di Wu nella scoperta fu menzionato nel discorso di accettazione del premio, ma fu premiata solo nel 1978, con il primo premio Wolf per la fisica.

## L'esperimento

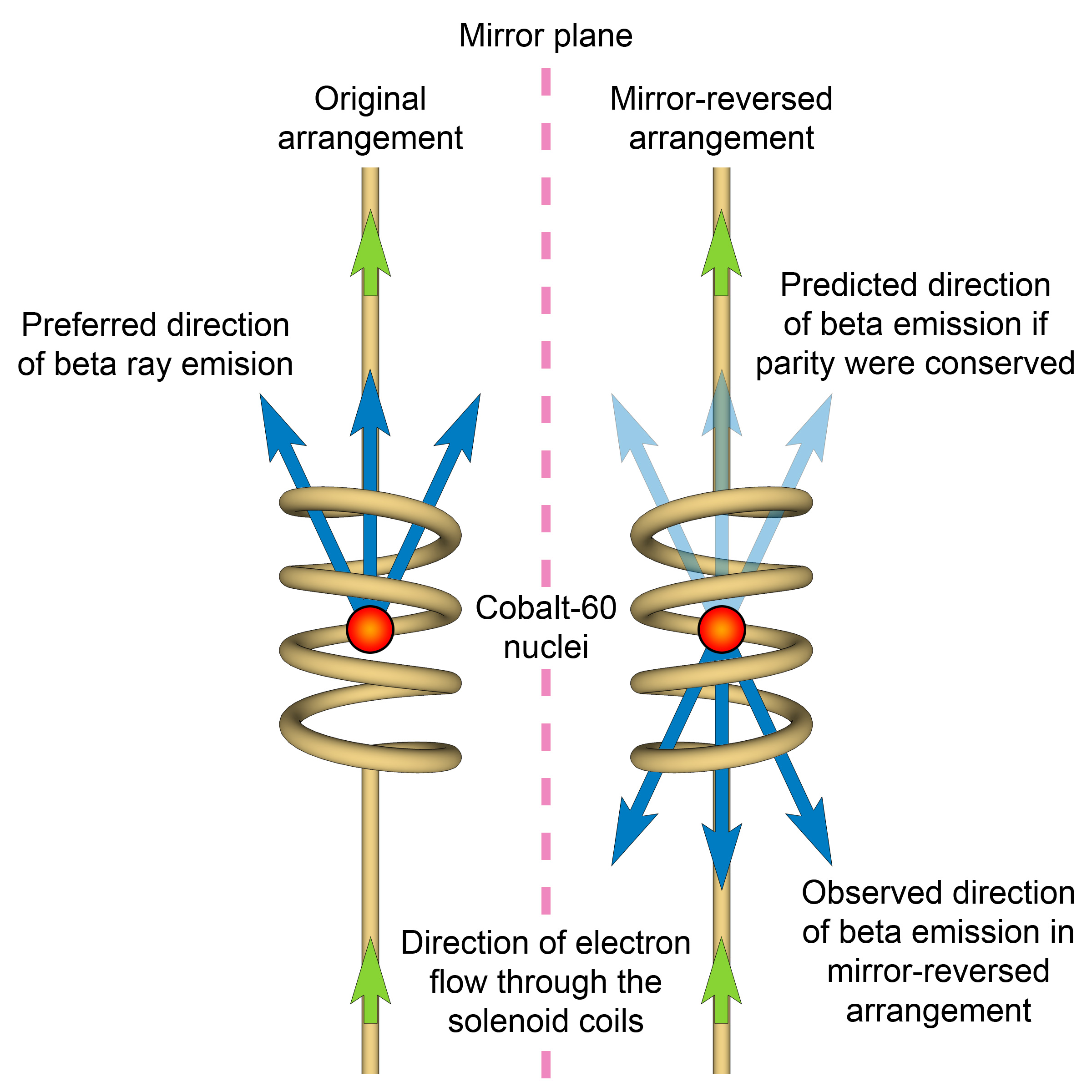
Principio dell'esperimento di Wu per rilevare la violazione di parità nel decadimento beta

L'esperimento controllava il decadimento degli atomi di cobalto-60, raffreddati a circa lo zero assoluto e allineati in un campo magnetico uniforme; la bassa temperatura era necessaria affinché l'agitazione termica non rovinasse l'allineamento. Il cobalto-60 (60Co) è un isotopo instabile del cobalto che decade per decadimento beta nell'isotopo stabile nichel-60 (60Ni). Durante questo decadimento, uno dei neutroni del nucleo del cobalto-60 decade in un protone per emissione di un elettrone (e−) e di un antineutrino elettronico (νe). Questo trasforma il nucleo del cobalto-60 in un nucleo di nichel-60. Il nucleo di nichel risultante, tuttavia, è in uno stato eccitato e decade immediatamente al suo stato fondamentale per emissione di due raggi gamma (γ). Perciò l'equazione nucleare completa è:
{\displaystyle {}_{27}^{60}{\text{Co}}\rightarrow {}_{28}^{60}{\text{Ni}}+e^{-}+{\bar {\nu }}_{e}+2{\gamma }}
I raggi gamma sono fotoni, e il loro rilascio dai nuclei di nichel-60 è un processo elettromagnetico (EM). Questo è importante perché è noto che l'interazione EM rispetta la conservazione-P. Quindi, la distribuzione dei raggi gamma emessi è servita come controllo della polarizzazione degli elettroni emessi tramite l'interazione debole, nonché come indicatore dell'uniformità dei nuclei di cobalto-60. L'esperimento di Wu ha paragonato la distribuzione delle emissioni dei gamma e degli elettroni con gli spin nucleari in orientazioni opposte. Se gli elettroni fossero sempre visti emessi nella stessa direzione e nella stessa proporzione dei raggi gamma, sarebbe vera la conservazione-P. Se ci fosse una direzione preferita di decadimento, ovvero, se la distribuzione degli elettroni non seguisse la distribuzione dei raggi gamma, allora ci sarebbe la violazione-P.

### Metodi e materiali

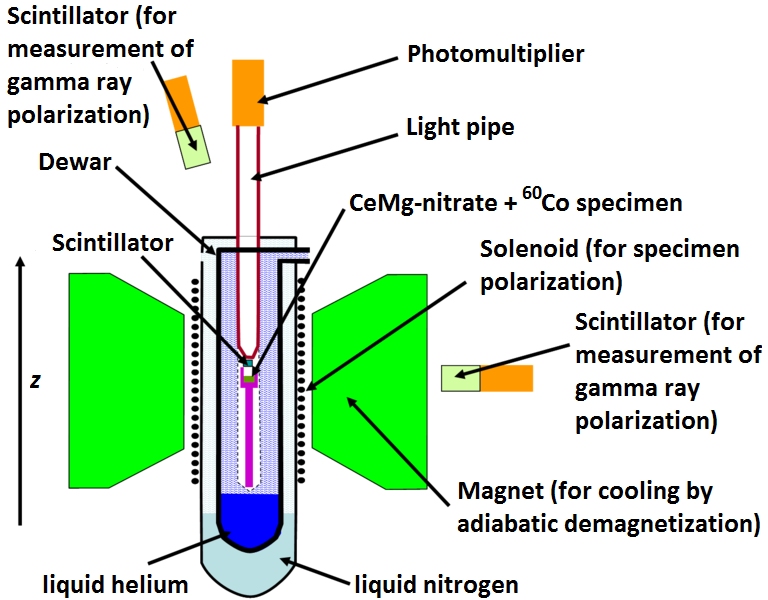
Illustrazione schematica dell'esperimento di Wu

La difficoltà in questo esperimento stava nell'ottenere la polarizzazione massima possibile dei nuclei di 60Co. A causa dei momenti magnetici dei nuclei, molto piccoli rispetto agli elettroni, erano necessari campi magnetici elevati a temperature estremamente basse, molto più basse di quelle raggiungibili con il solo raffreddamento a elio liquido. La bassa temperatura fu ottenuta con il metodo della demagnetizzazione adiabatica. Il cobalto radioattivo fu depositato in un sottile strato sopra un cristallo di nitrato di cerio-magnesio, un sale paramagnetico con un fattore di Landé altamente anisotropo.
Il sale fu magnetizzato lungo l'asse di alto fattore-g, e la temperatura fu abbassata a 1,2 K pompando l'elio a bassa pressione. Spegnere il campo magnetico orizzontale ha portato la temperatura a circa 0,003 K. Il magnete orizzontale fu aperto, lasciando lo spazio per inserire e accendere un solenoide verticale per allineare i nuclei di cobalto o verso l'alto o verso il basso. Il campo magnetico del solenoide causò un aumento di temperatura trascurabile, dato che l'orientazione di quel campo magnetico era nella direzione di basso fattore-g. Questo metodo per ottenere un'elevata polarizzazione di nuclei di 60Co fu ideato da Gorter e Rose.
La produzione dei raggi gamma veniva monitorata usando dei contatori polari ed equatoriali come misura della polarizzazione. La polarizzazione dei raggi gamma era continuamente monitorata durante il quarto d'ora mentre il cristallo si scaldava e l'anisotropia smetteva. Allo stesso modo, anche le emissioni dei raggi beta furono continuamente monitorate durante questo periodo di riscaldamento.

### Risultati
Nell'esperimento effettuato da Wu, la polarizzazione dei raggi gamma era circa del 60%. Vale a dire che circa il 60% dei raggi gamma era emesso in una direzione, mentre il 40% nell'altra. Se valesse la conservazione-P per il decadimento beta, gli elettroni non avrebbero una direzione di decadimento preferita in relazione allo spin nucleare. Tuttavia, Wu osservò che gli elettroni venivano emessi preferibilmente in direzione opposta a quella dei raggi gamma, il che significa che la maggior parte degli elettroni preferiva una specifica direzione di decadimento, opposta a quella dello spin nucleare. Si determinò in seguito che la violazione-P fosse di fatto massima.
I risultati furono sorprendenti per la comunità scientifica. Molti ricercatori cercarono di riprodurre i risultati del gruppo della Wu, mentre altri furono scettici dei risultati. Wolfgang Pauli, dopo essere stato informato da Georges M. Temmer, che lavorò anch'egli al NBS, che non si sarebbe più potuto assumere vera la conservazione-P, esclamò "Non ha assolutamente senso!" Temmer lo assicurò che i risultati dell'esperimento confermarono questo, al che Pauli rispose "Allora deve essere ripetuto!" Alla fine del 1957, ulteriori ricerche confermarono i risultati originali del gruppo della Wu, e la violazione-P fu fermamente stabilita.

## Meccanismo e conseguenze

Il diagramma di Feynman per il decadimento di un neutrone in un protone, un elettrone, e un antineutrino elettronico, tramite un bosone.

I risultati dell'esperimento di Wu forniscono un modo per definire operativamente i concetti di sinistra e di destra. Questo è intrinseco nella natura dell'interazione debole.  Precedentemente, se gli scienziati sulla Terra avessero dovuto comunicare con uno scienziato di un pianeta ignoto, non sarebbe stato possibile determinare senza ambiguità la sinistra e la destra. Grazie all'esperimento di Wu, è possibile comunicare all'altro gruppo il significato esatto e non ambiguo delle parole sinistra e destra. L'esperimento di Wu ha finalmente risolto il problema di Ozma che consisteva nel dare una definizione inequivocabile di sinistra e destra.
Al livello delle particelle fondamentali (come raffigurato nel diagramma di Feynman sulla destra), il decadimento beta è causato dalla conversione del quark down (carica elettrica negativa -1/3) nel quark up (carica elettrica positiva +2/3) per emissione di un bosone W−; il bosone W− successivamente decade in un elettrone e in un antineutrino elettronico:
d → u + e− + νe.
Il quark ha una parte sinistra e una parte destra. Mentre si muove nello spaziotempo, oscilla tra la parte sinistra e destra e viceversa. Analizzando la dimostrazione della violazione di parità, si può dedurre che solo la parte sinistra del quark down decade e l'interazione debole coinvolge solo la parte sinistra dei quark e dei leptoni (o la parte destra degli antiquark e degli antileptoni). La parte destra della particella non sente l'interazione debole. Se il quark down non avesse massa non oscillerebbe, e la sua parte destra sarebbe piuttosto stabile di per sé; invece, siccome il quark down ha massa, oscilla e decade.
Da esperimenti come quello di Wu e quello di Goldhaber, si è determinato che i neutrini senza massa devono essere sinistrorsi, mentre gli antineutrini devono essere destrorsi. Dato che è attualmente noto che i neutrini hanno una piccola massa, è stato proposto che potessero esistere anche i neutrini destrorsi e gli antineutrini sinistrorsi. Questi neutrini non si accoppierebbero con la lagrangiana debole e interagirebbero solo con la gravità, possibilmente formando una parte della materia oscura dell'universo.